# Аббадиты
Аббадиты (араб. بنو عباد‎) — династия мавританских правителей, правивших в Южной части Пиренейского полуострова с 1031 по 1091 годы. Династия основана в Севилье Мухаммедом Аббадом после падения Кордовского халифата и была низвергнута Юсуфом ибн Ташфином из династии Альморавидов.
Династия Аббадитов правила в течение 60 лет и за это время в ней сменилось 3 правителя: Аббад I, Аббад II аль-Мутадид и Аль-Мутамид ибн Аббад.

Пиренейский полуостров около 1037 г.

Пиренейский полуостров около 1080 г.

## Аббад I (1023—1042)
Аббад I был родом из Сирии. С 1023 года он служил кадием, а после падения Кордовского халифата сумел сохранить самостоятельное положение и был признан сюзереном большей части распавшегося халифата. Аббад I непрерывно и успешно вёл войны против Фердинанда I Кастильского и Рамиро I Арагонского, а также против мелких мусульманских правителей Эцихи, Кармоны и Гранады.

## Аббад II аль-Мутадид (1042—1069)
Сын Аббада I — Аббад II аль-Мутадид (1012—1069) был воинственным и жестоким правителем. Он подчинил себе многих маврских князей и правителей Южной Испании.

## Аль-Мутамид ибн Аббад (1069—1091)
Аль-Мутамид ибн Аббад (1040—1095) был известен своею любовью к наукам и поэзии. При нём была завоёвана Кордова и окончательно покорена Малага. В 1085 году Аль-Мутамид ибн Аббад объединился с правителями Альмерии, Гранады, Баходоса и Валенсии в войне против Альфонсо VI Кастильского. Ведение войны было поручено Юсуфу ибн Ташфину, эмиру из династии Альморавидов. В 1086 году он окончательно победил Альфонсо и его союзников в битве при Заллаке, а затем решил покорить всю Испанию. Аль-Мутамид ибн Аббад обратился за помощью к Альфонсо, но был разбит и в 1091 году был принуждён сдаться во взятой штурмом Севилье. Аль-Мутамид ибн Аббад был отправлен в Агмату и заключён в тюрьму, где и умер в 1095 году.